# دير سمعان (سوريا)
دير سمعان أو دير ثلانيسوس هو دير في سوريا بالقرب من مدينة حلب السورية. وقد سمي دير سمعان نسبة للقديس والناسك السوري - سمعان العامودي الذي ولد عام 389 م ببلدة (سيسان) جنوب جبل سمعان (جزء من جبل الزاوية) ولجأ إلى دير ثلانيسوس والذي عرف لاحقا باسم دير وقلعة سمعان وكان ذلك في عام 412 م حيث كان يصوم أياماً بدون طعام أو شراب ويبقى أياما واقفا مسبحا الله ومتعبدا، اعتزل سمعان العامودي في هذا المكان متعبدا وناسكا يعيش فوق عامود بارتفاع - 40 ذراعا / 15 مترا تقريباً لمدة أكثر من أربعين سنة وكان تلاميذه يصعدون له فوق رأس العامود ويزوره الناس للقداسة.

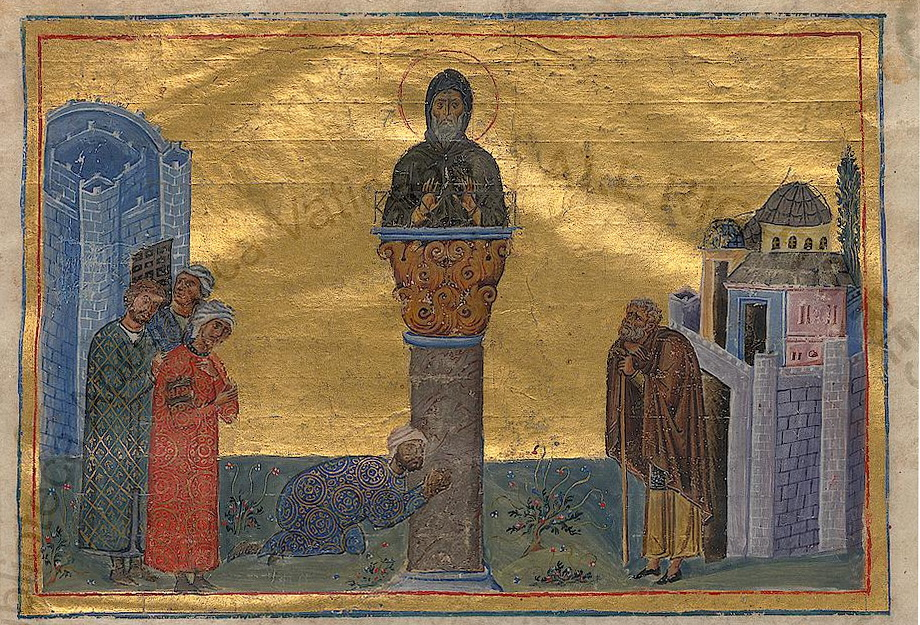
سمعان العامودي كما هو موضح في كتاب المينولوجيون لباسيليوس الثاني في القرن الحادي عشر

في جبل سمعان تمتد منطقة أثرية تضم دير سمعان وكنيسة سمعان التي بنيت عام 490 م التي تعد من أروع الكنائس المسيحية والتي كانت في أحد الفترات قلعة حصينة أيام صلاح الدين، ومايزال دير سمعان بمنشآته ومبانيه قائماً حتى اليوم ويزوره السياح والمتدينين من مختلف أنحاء العالم.

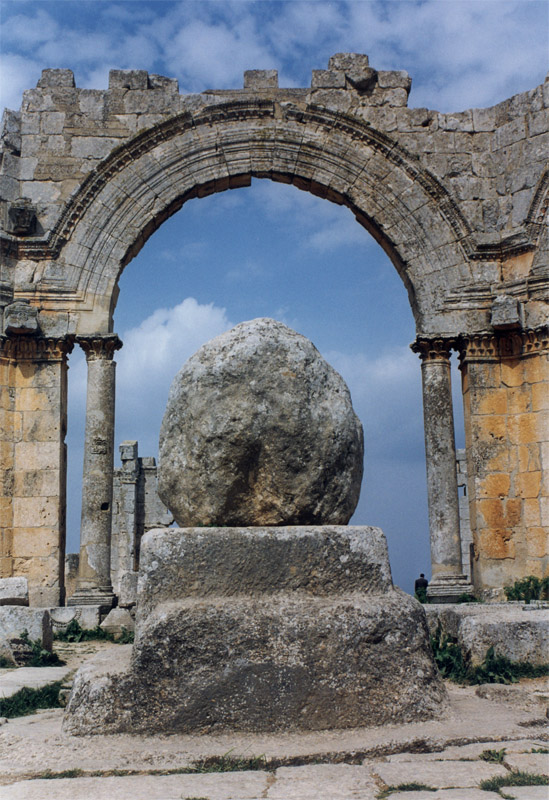
بقايا عمود القديس سمعان العامودي في عام 2000 قبل الغارات الجوية الروسية عام 2016.

وقد كان عمر بن عبد العزيز خامس الخلفاء الراشدين قد عين أميراً على إمارة دير سمعان وظل واليًا عليها حتى سنة 86 هـ. وتوفي الوالي في دير سمعان ودفن فيها.

## التاريخ
حتى وقت قريب، كانت بقايا عمود القديس سمعان لا تزال قائمة، على الرغم من تقليصها إلى كتلة يبلغ ارتفاعها بضعة أمتار فقط على مدار سنوات من قطع الحجاج لأجزاء صغيرة لأنفسهم على سبيل التذكار. ظلت الأجزاء المتبقية الكبيرة من العمود موجودة حتى أواخر القرن السابع عشر، كما استطاعت القبة الموجودة أعلى العمود الصمود حتى القرن التاسع عشر.

## التصميم المعماري

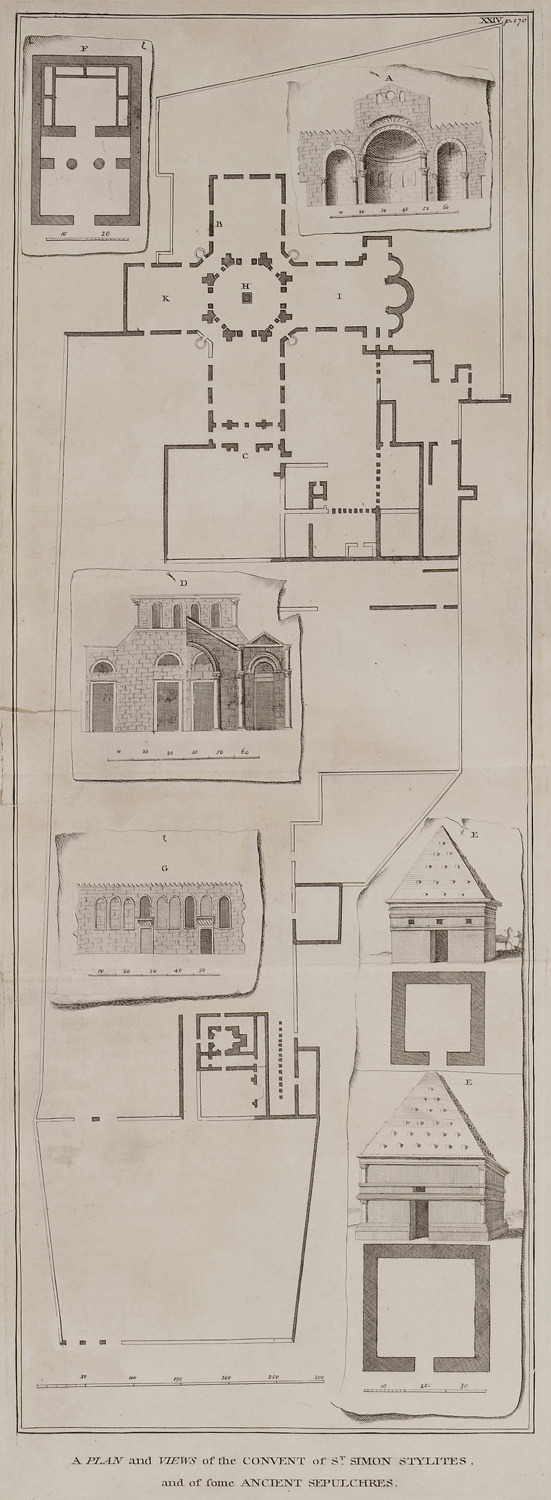
مخطط لدير القديس سمعان العامودي وبعض القبور القديمة في المنطقة المحيطة رسمه ريتشارد بوكوك عام 1745

على عكس العديد من الكاتدرائيات التي بنيت في أوروبا في العصور الوسطى، وُلدت فكرة كنيسة القديس سمعان وتحققت كمشروع واحد على مدى فترة زمنية قصيرة، حيث صممت على شكل صليب مكون من أربعة مجمعات بازيليكية مميزة ثم بنيت الكنيسة في عام 473 لاستيعاب العدد الكبير من الحجاج الذين كانوا يتوافدون كثيرًا إلى عمود القديس سمعان للصلاة.
استخدمت الخطة الطموحة لمجمع كنيسة القديس سمعان العديد من التصاميم المعمارية. يمكن إرجاع المفهوم الأساسي للبازيليكا ذات الممرات الثلاثة إلى التقاليد الدائمة للرومان. يُقال إن البازيليكا الرئيسية والمعمودية كانتا أول ما تم بناؤهما. بعد ذلك، تبع ذلك الدير والتجهيزات الخاصة بالمعمودية. في النهاية، تم بناء الأجزاء الأخرى من المجمع بما في ذلك القوس الضخم على طريق ساكرا في آخر عملية البناء. من الأجزاء البارزة في كنيسة القديس سمعان هو القوس الضخم الذي يقع في بداية طريق فيا ساكرا في الطريق إلى الكاتدرائية على الجبل. بالإضافة إلى ذلك، يمكن رؤية ديرين من الكنيسة؛ سوق يضم عددًا قليلًا من المساكن الصغيرة، وكنيسة قبر. وفيما يلي العديد من المباني المجمعة التي تم ترتيبها في المجمع.

## معرض الصور

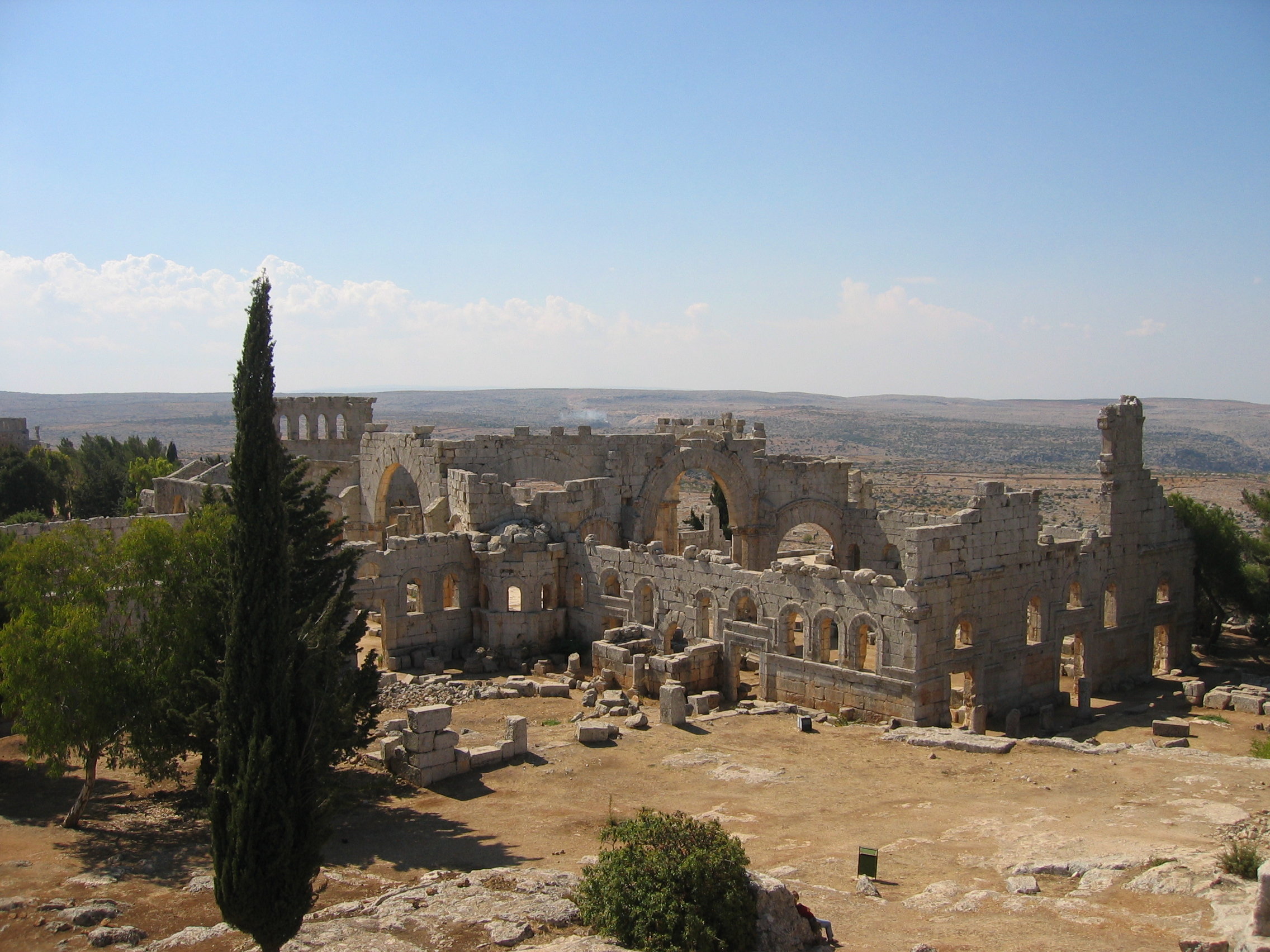
نظرة عامة على الموقع
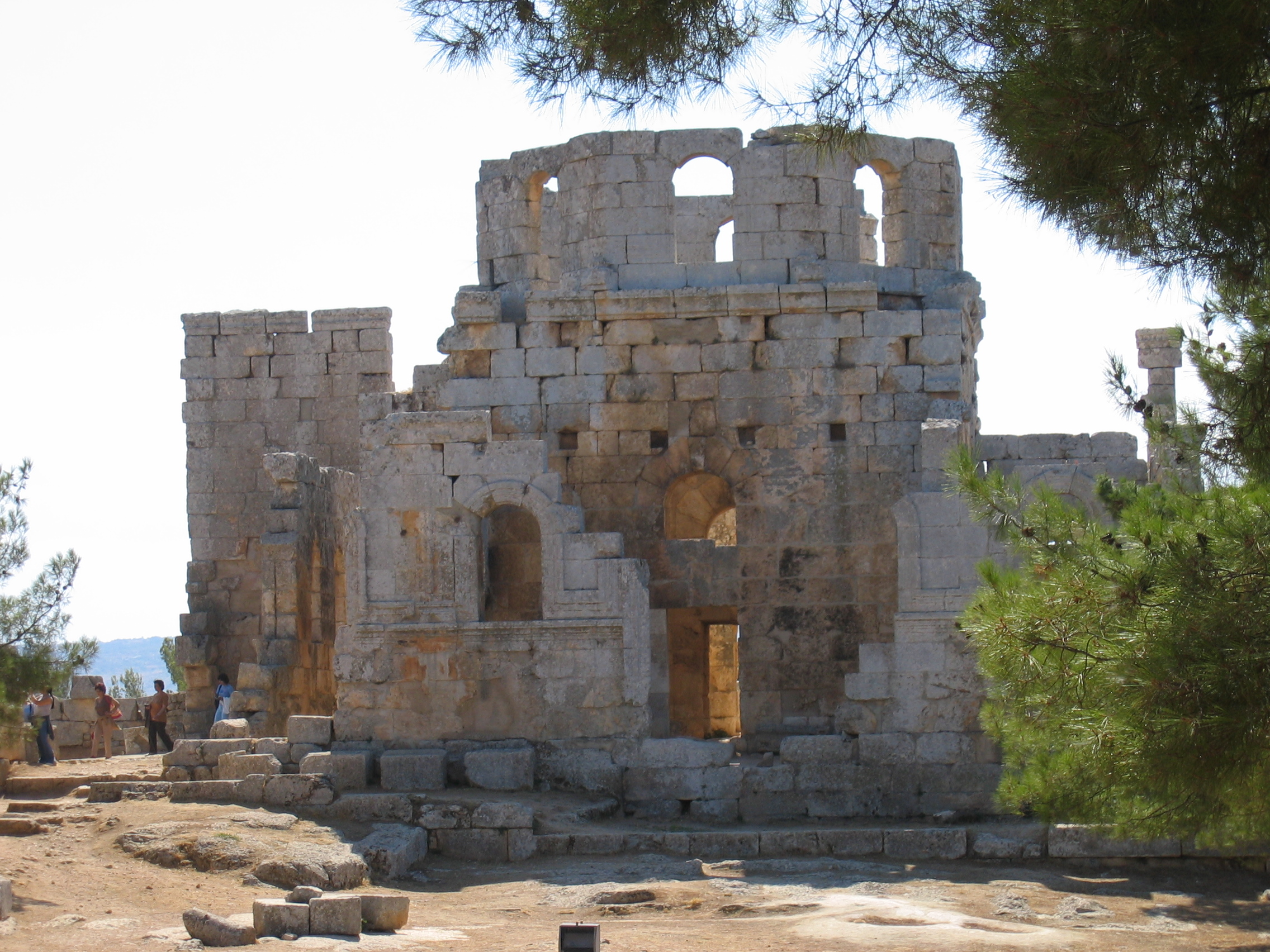
دير سمعان
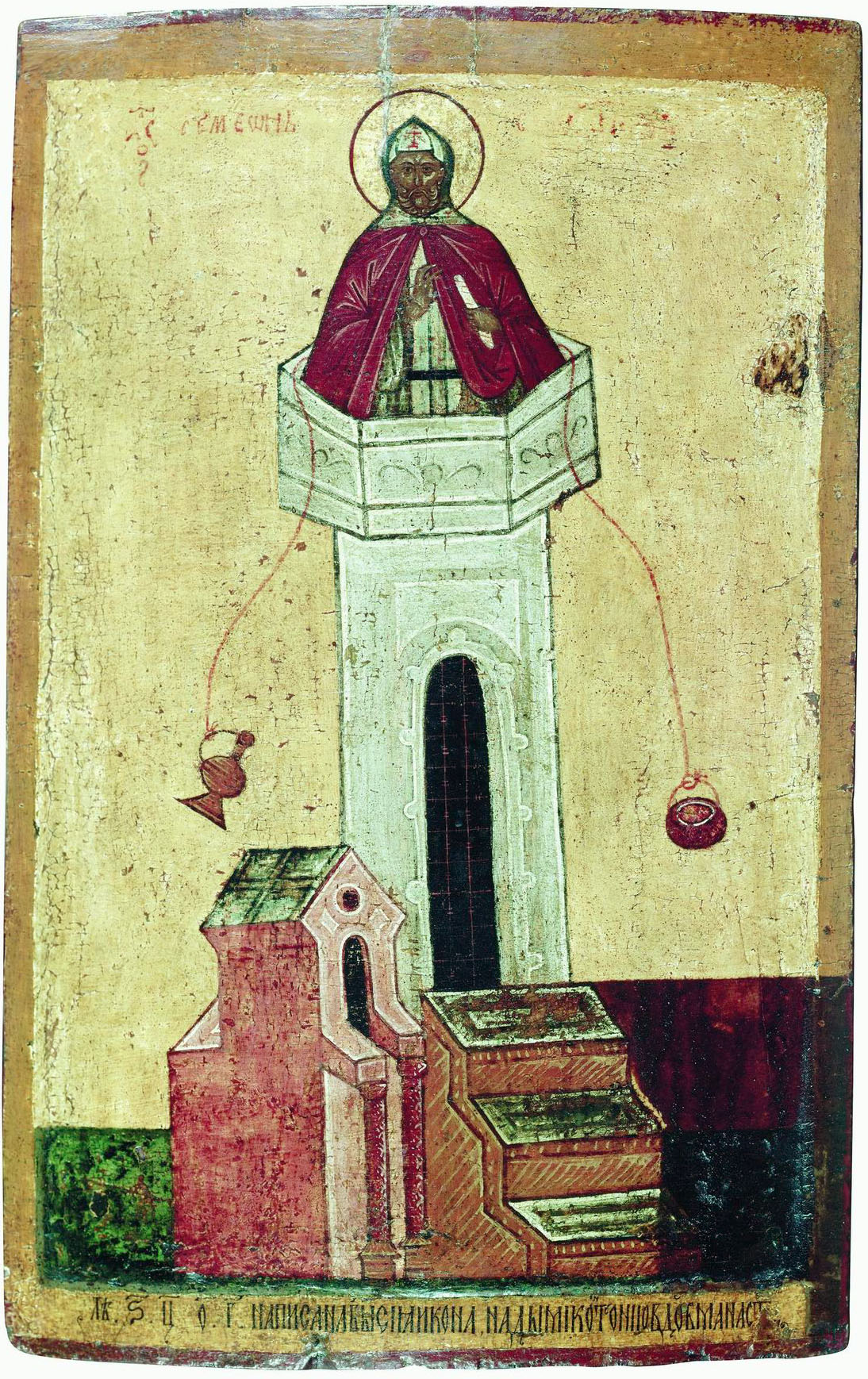
أيقونة مار سمعان
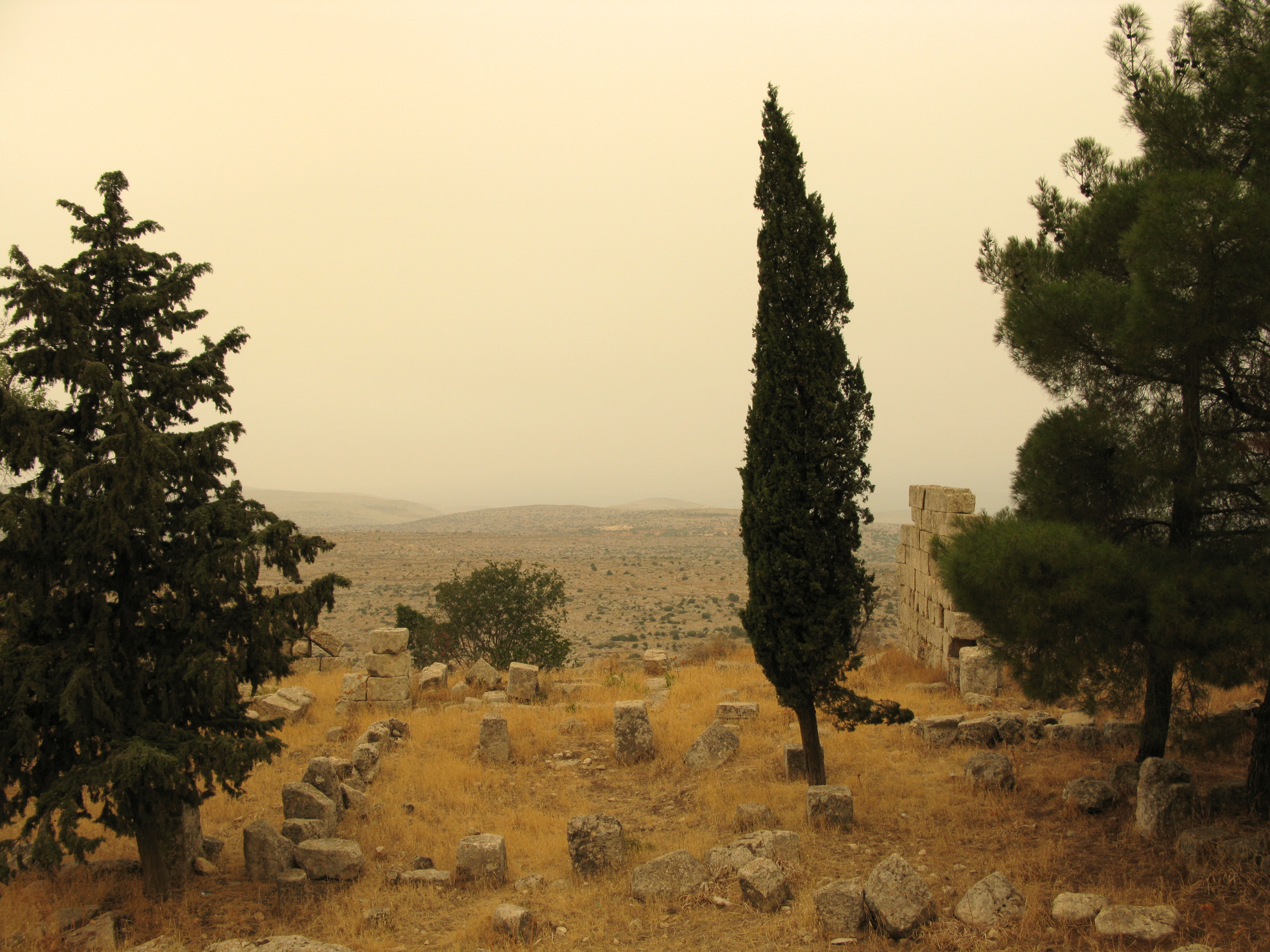
الطبيعة المحيطة بدير القديس سمعان العامودي
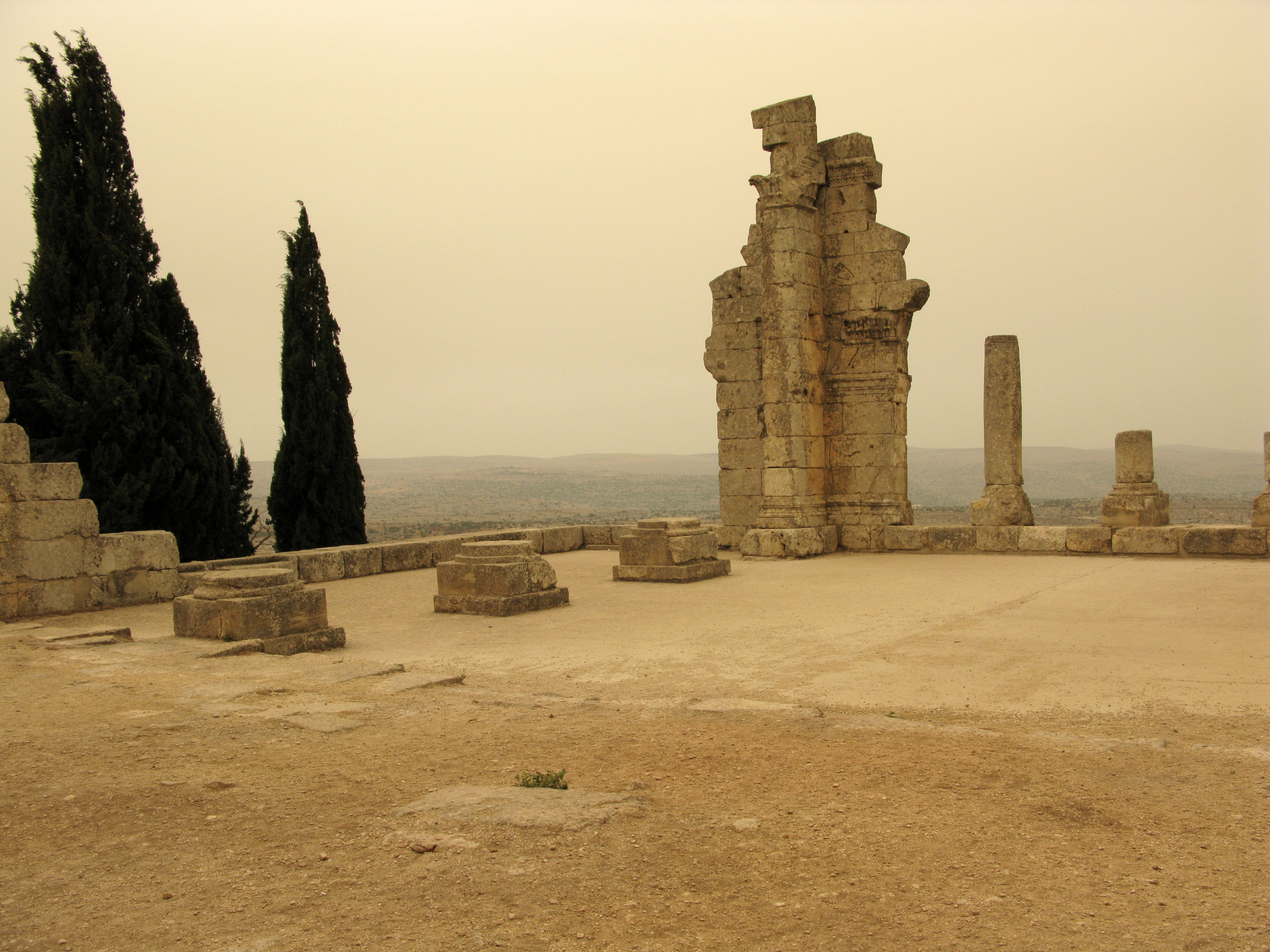
جزء من ساحة دير القديس سمعان العامودي
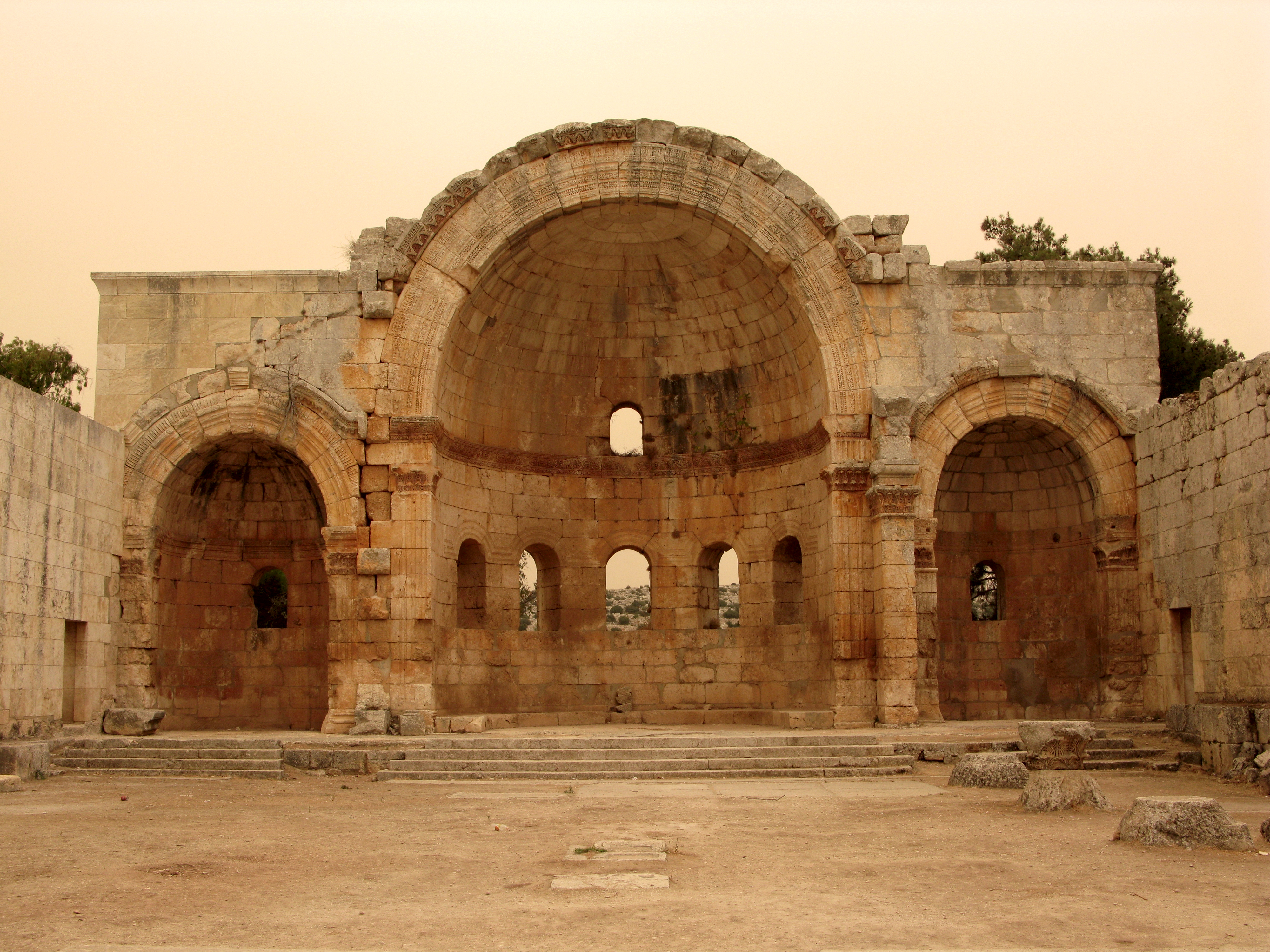
الفناء الداخلي للدير
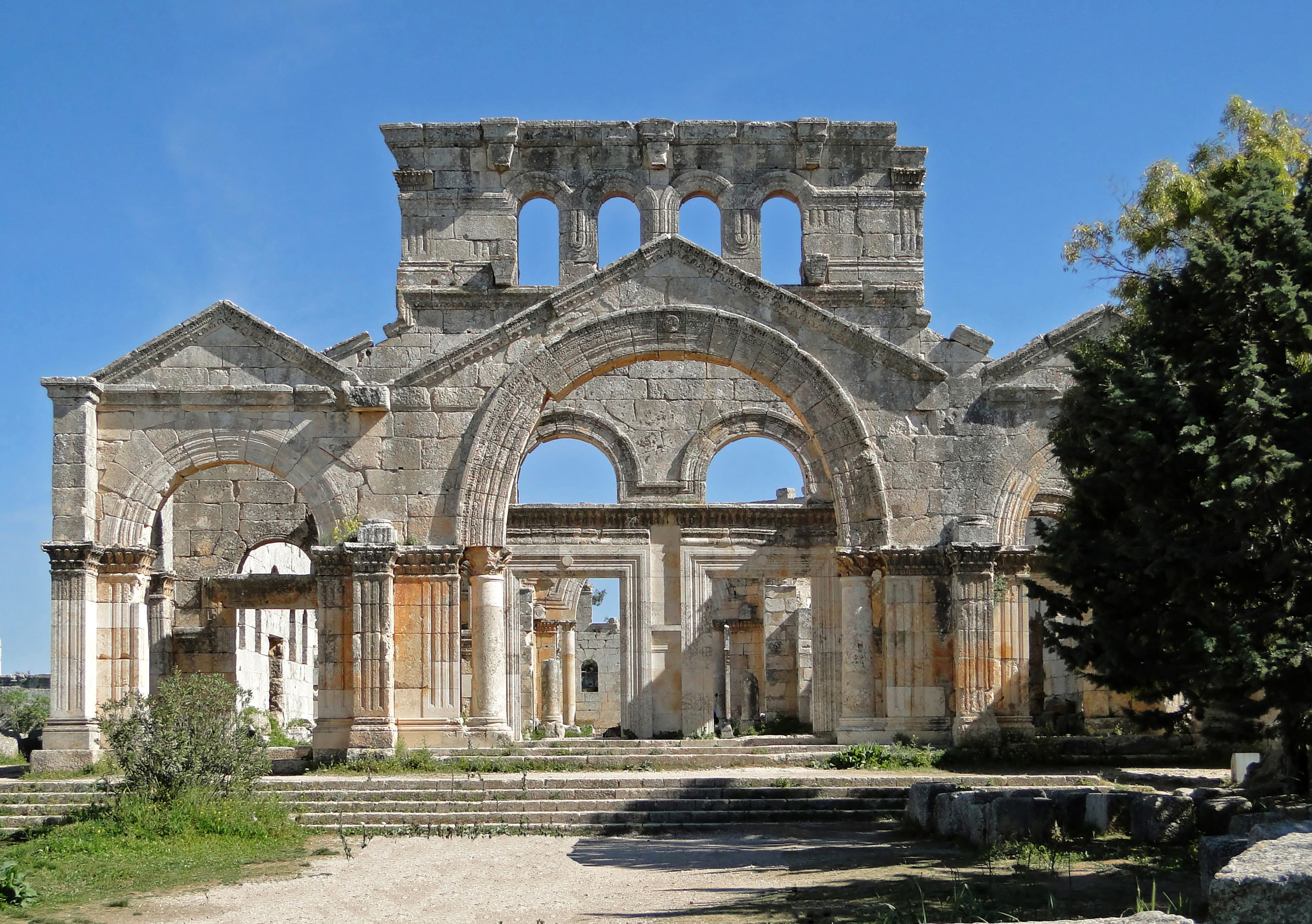
الواجهة الجنوبية لكنيسة القديس سمعان العامودي
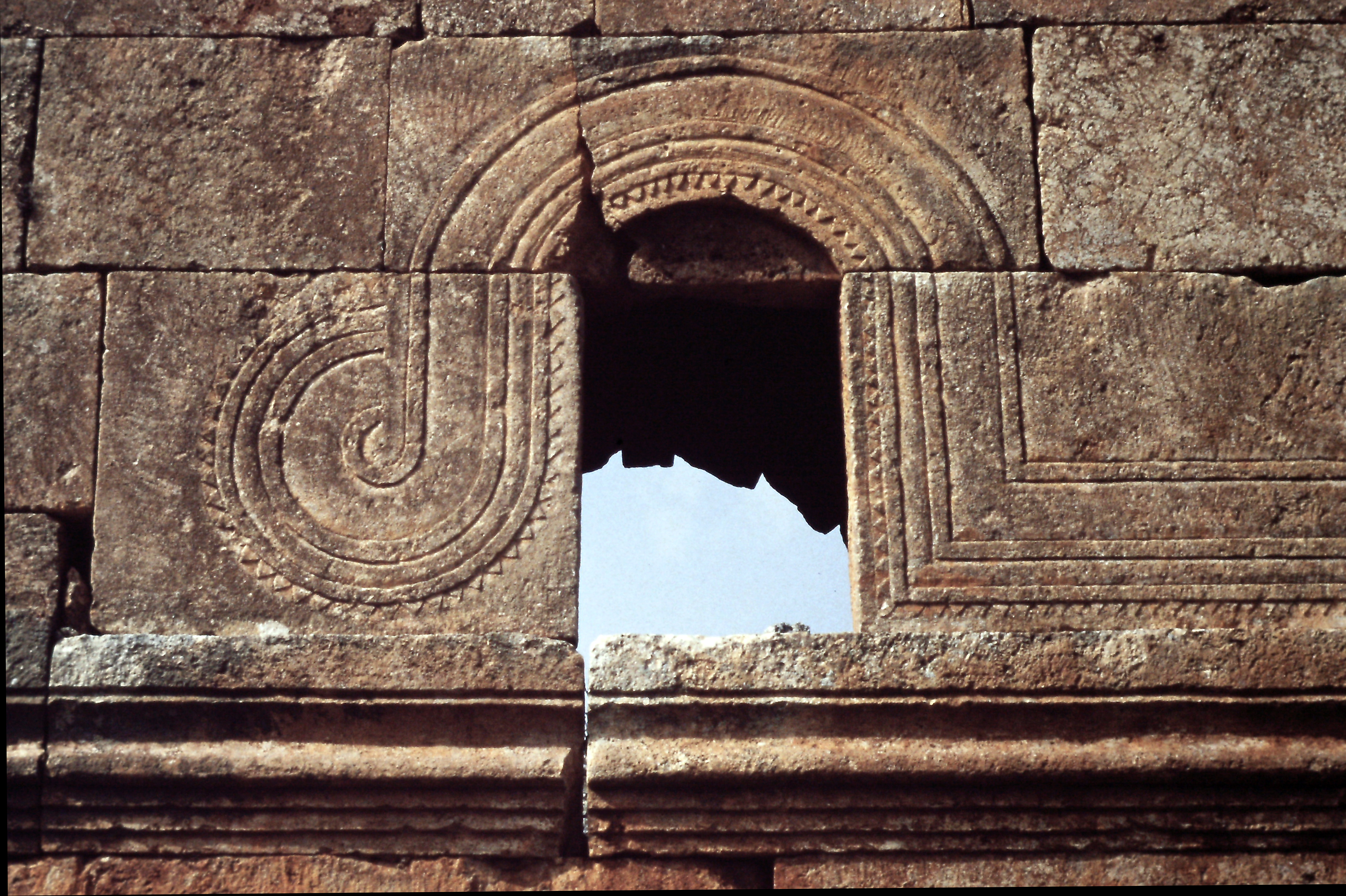
النمط المعماري لجدران كنيسة القديس سمعان العامودي
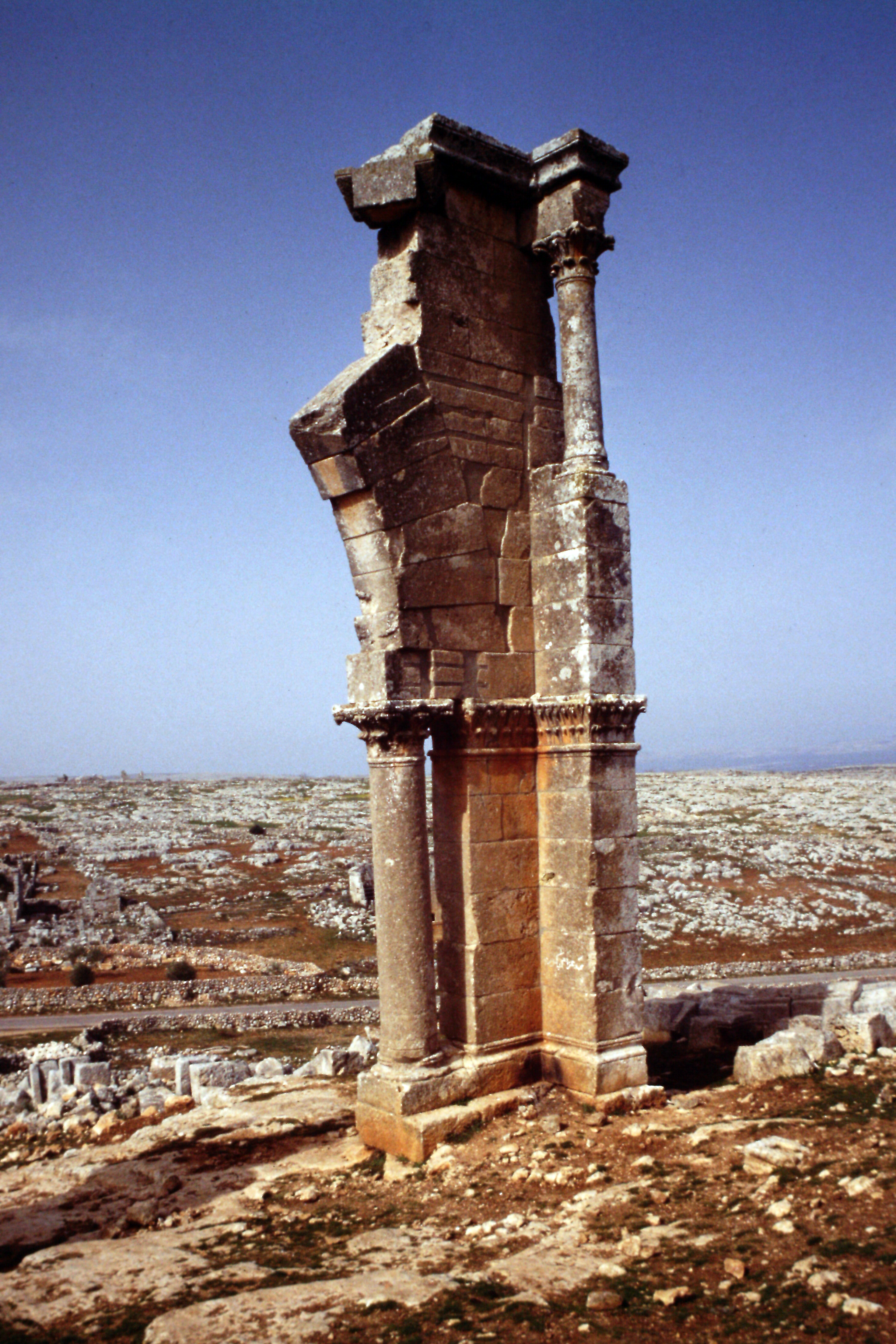
بقايا الأتريوم
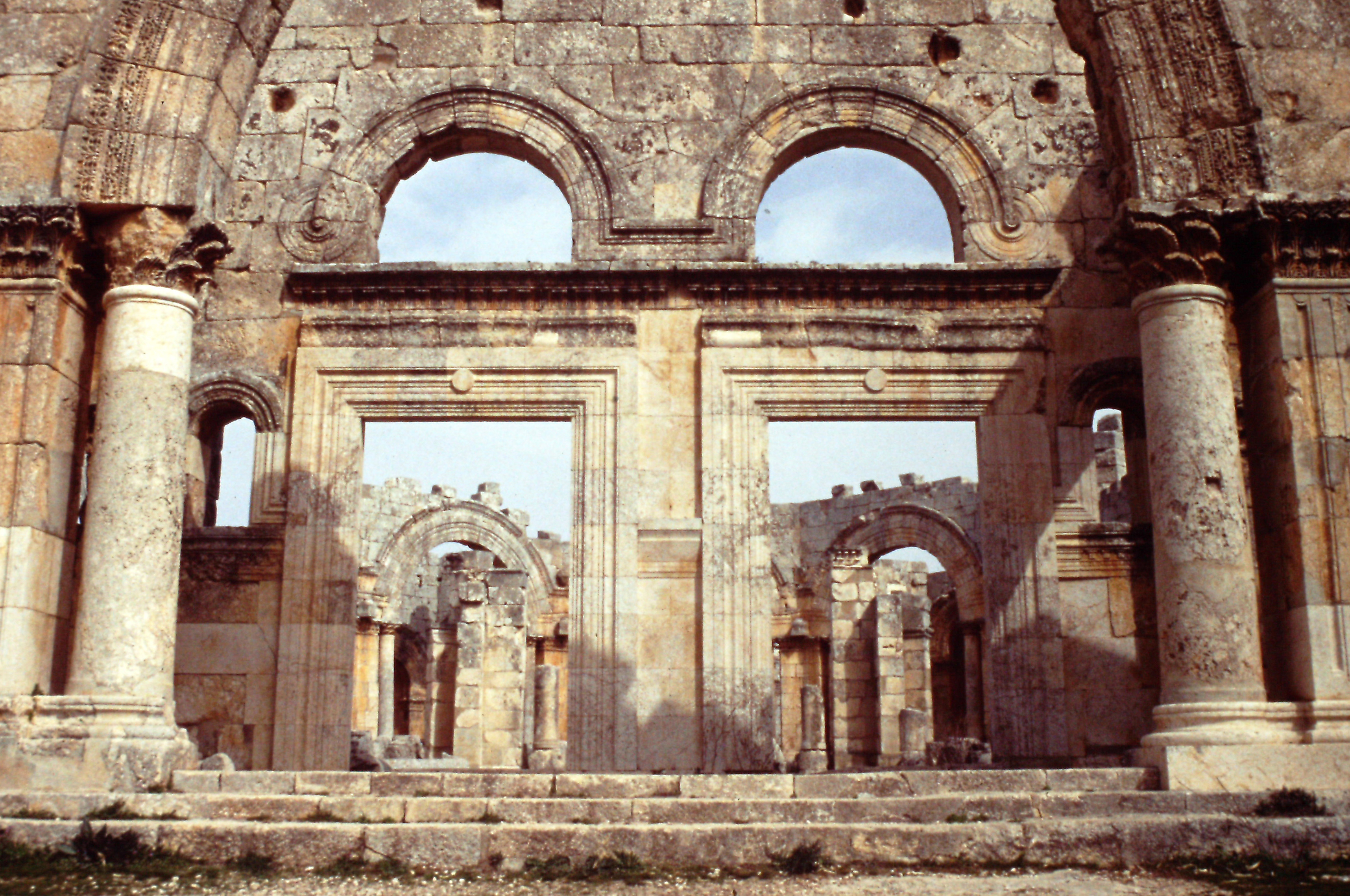
واجهة كنيسة القديس سمعان العامودي